# Museo civico lanuvino
Il Museo civico lanuvino è un ente di conservazione comunale a carattere archeologico.
Il percorso museale è suddiviso in tre sezioni.
- sezione preromana e romana;
- sezione epigrafica;
- sezione medioevale.

## Sezioni preromana e romana
Le prime sale subito dopo l'ingresso sono dedicate al periodo preromano e romano e contengono reperti provenienti dal circostante Ager Lanuvinus, dalle villae suburbane e i materiali votivi provenienti dal santuario di Giunone Sospita. Tra i reperti più significativi figurano un affresco di età augustea con scene dionisiache, alcuni frammenti marmorei e un parapetto marmoreo raffigurante un grifone di età antonina. Importante è anche la raccolta fotografica riguardante gli scavi del Santuario e del Tempio di Giunone Sospita (1884-92 e 1914-15).

## Sezione epigrafica
Le epigrafi esposte coprono un arco temporale che va dal II secolo a.C. fino al V secolo. Le epigrafi hanno tipologie diverse ed accanto ad ognuna è presente un pannello esplicativo.

## Sezione medioevale
Nella sezione medioevale sono esposti reperti scultorei provenienti dalla Chiesa Collegiata, monete, pendagli e ceramiche di eta medioevale e post-medioevale.